# Labastide-Castel-Amouroux
 Labastide-Castel-Amouroux  es una población y comuna francesa, en la región de Aquitania, departamento de Lot y Garona, en el distrito de Marmande y cantón de Bouglon.

## Demografía
| 284 | 237 | 258 | 326 | 296 | 291 |
| Para los censos de 1962 a 1999 la población legal corresponde a la población sin duplicidades (Fuente: INSEE [Consultar]) |     |     |     |     |     |